# Véronique germandrée
Veronica teucrium
Espèce
Classification phylogénétique
La Véronique germandrée ou Véronique faux petit-chêne (Veronica teucrium) est une espèce de plantes à fleurs du genre Veronica et de la famille des Plantaginacées, appartenant à l'ordre des Lamiales (le genre Veronica était autrefois classé dans la famille des Scrofulariacées et dans l'ordre des Scrophulariales).

## Étymologie
De sainte Véronique à qui est dédié le genre. Teucrium  du nom scientifique de la Germandrée, Teucros le prince de Troie qui découvrit les propriétés médicinales de la germandrée.

## Écologie et habitat
Elle pousse surtout dans les régions de collines ou montagneuses. Plante vivace d'Europe plutôt méridionale, basophile, préférant les lieux semi-ombragés aux expositions trop ensoleillées. Elle pousse notamment à la lisière des bois. Floraison de mai à juillet.

## Description

### Morphologie générale et végétative
Plante herbacée, elle forme de nombreuses touffes qui portent des épis floraux denses, aux fleurs d'un bleu profond. Les tiges sont érigées et pubescentes d'une hauteur de 10 à 40 cm. Feuilles simples et opposées, sessiles, ovales ou oblongues, souvent à base cordiforme ou tronquée, à marge profondément dentée.

### Morphologie florale
Fleurs hermaphrodites groupées en épis érigés souvent très denses, à long pédoncule. Le calice est normalement formé de 5 sépales dont le supérieur est beaucoup plus court que les autres. Corolle à 4 pétales bleus assez grands pour une véronique (1 à 1,5 cm de diamètre). 2 étamines. Ovaire à 2 carpelles soudés. Style filiforme terminé par un stigmate arrondi.

### Fruit et graines
Le fruit est une petite capsule (0,5 cm environ) elliptique ou en forme de cœur, beaucoup plus large qu'épaisse, dans laquelle les graines sont fortement comprimées.

## Sous-espèce synonyme
- Veronica austriaca L. subsp. teucrium (L.) D.A.Webb, 1972